# Moulay Bouchta
Moulay Bouchta är en ort i Marocko.   Den ligger i provinsen Taounate och regionen Fès-Meknès, 160 km öster om huvudstaden Rabat.